# Guern
Guern is een gemeente in het Franse departement Morbihan (regio Bretagne). De plaats maakt deel uit van het arrondissement Pontivy. Guern telde op 1 januari 2022 1.379 inwoners.

## Geografie
De oppervlakte van Guern bedroeg op 1 januari 2022 47,01 vierkante kilometer; de bevolkingsdichtheid was toen 29,3 inwoners per km².

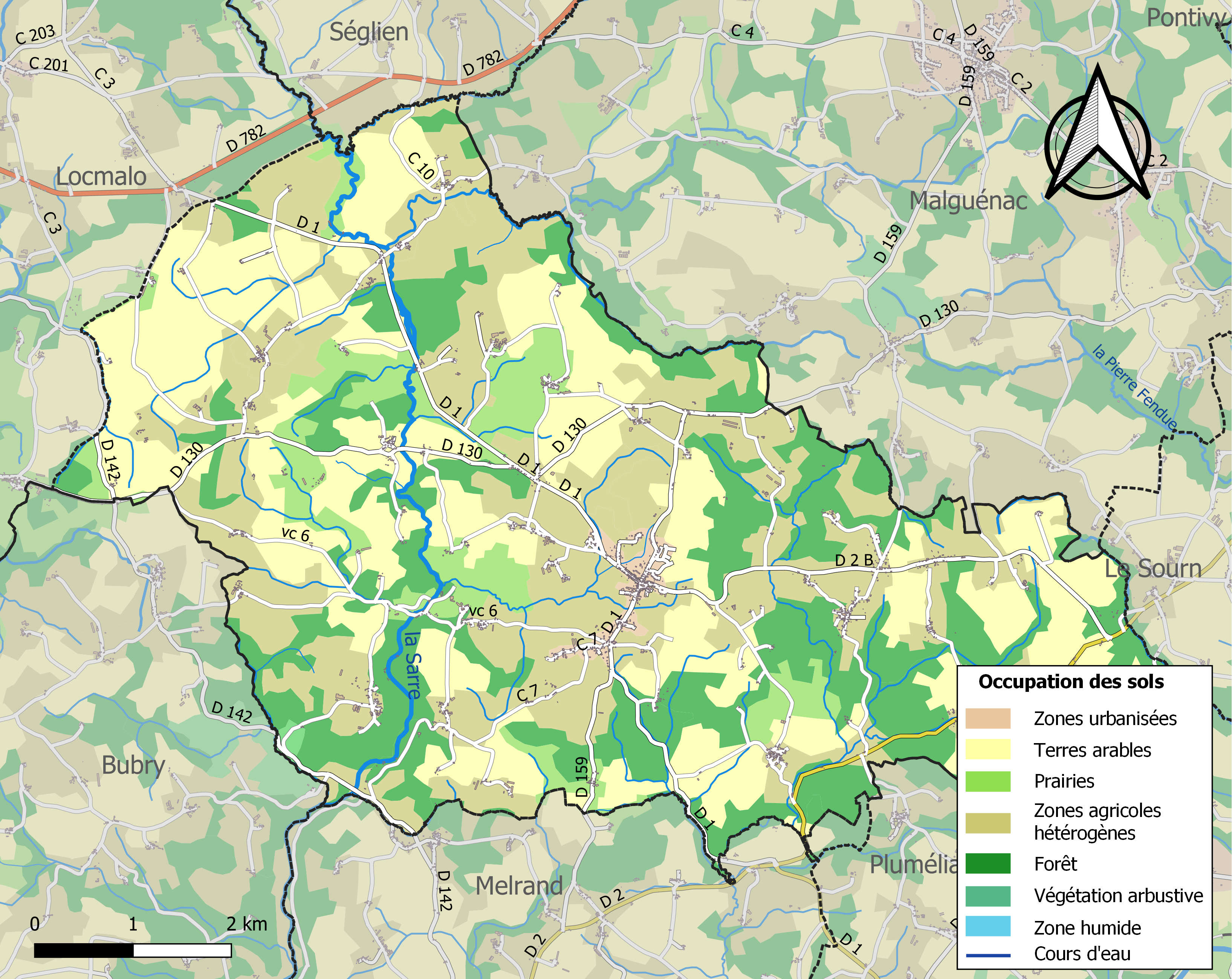
Kaart van de gemeente met de belangrijkste infrastructuur, bodemgebruik en omliggende gemeenten

## Demografie
Onderstaande figuur toont het verloop van het inwonertal (bron: INSEE-tellingen).